# 팔리 율장
팔리 율장 또는 위나야 삐따까(Vinaya Piṭaka)는 팔리어 불경 중 계율에 관한 부분을 묶은 것으로, 팔리 삼장의 첫번째 묶음이다.

## 구성
1. 숫따비방가(Suttavibhanga, 경분별(經分別))
  1. 마하비방가(Mahāvibhaṅga, 대분별(大分別)) 227계 — 비구계
    1. 빠라지까(Pārājikā, 바라이(波羅夷)) 4계
    2. Saṅghādisesa(僧残法) 13계
    3. Aniyata(不定法) 2계
    4. Nissaggiya pācittiya(捨堕法) 30계
    5. Pācittiya(波逸提法) 92계
    6. Pāṭidesanīya(提舎尼法) 4계
    7. Sekhiyavatta(衆學法) 75계
    8. Adhikaraṇa-samatha(滅諍法) 7계

  2. 빅쿠니비방가(Bhikkhunivibhanga, 비구니분별(比丘尼分別)) 311계 — 비구니계
    1. 빠라지까(Pārājikā, 바라이(波羅夷)) 8계
    2. Saṅghādisesa(僧残法) 17계
    3. Nissaggiya pācittiya(捨堕法) 30계
    4. Pācittiya(波逸提法) 166계
    5. Pāṭidesanīya(提舎尼法) 8계
    6. Sekhiyavatta(衆學法) 75계
    7. Adhikaraṇa-samatha(滅諍法) 7계
2. 칸다까(Khandhaka, 건도(楗度))
  1. 마하박가(마하왁가, Maha-vagga, 대품(大品))
    1. Maha-khandhaka(大犍度)
    2. posathak-khandhaka(薩犍度)
    3. Vassupanayikak-khandhaka(入雨安居犍度)
    4. Pavaranak-khandhaka(自恣犍度)
    5. Cammak-khandhaka(皮革犍度)
    6. Bhesajjak-khandhaka(藥犍度)
    7. Kathinak-khandhaka(迦絺那衣犍度)
    8. Civarak-khandhaka(衣犍度)
    9. Campeyyak-khandhaka(瞻波犍度)
    10. Kosambakak-khandhaka(拘睒弥犍度)

  2. 쭐라박가(쭐라왁가, Culla-vagga, 소품(小品))
    1. Kammak-khandhaka(羯磨犍度)
    2. Parivasikak-khandhaka(別住犍度)
    3. Samuccayak-khandhaka(集犍度)
    4. Samathak-khandhaka(滅諍犍度)
    5. Khuddakavatthuk-khandhaka(小事犍度)
    6. Senasanak-khandhaka(臥坐具犍度)
    7. Sanghabhedakak-khandhaka(破僧犍度)
    8. Vattak-khandhaka(儀法犍度)
    9. Patimokkhatthapanak-khandhaka(遮說戒犍度)
    10. Bhikkhunik-khandhaka(比丘尼犍度)
    11. Pancasatikak-khandhaka(五百結集犍度)
    12. Sattasatikak-khandhaka(七百結集犍度)
3. 빠리와라(Parivara, 부수(附隨))

## 한국어 번역본

### 완역
- 전재성 역주, 《(세계최초최대복원번역 빠알리율장)빅쿠니비방가-율장비구니계》(우리말 빠알리대장경, 서울: 한국빠알리성전협회), 전통본율장 제2권/협회본율장 제4권, 2015.
- 전재성 역주, 《(세계최초최대복원번역 빠알리율장)빅쿠비방가-율장비구계》(우리말 빠알리대장경, 서울: 한국빠알리성전협회), 전통본율장 제1권/협회본율장 제3권, 2015.
- 전재성 역주, 《(세계최초완전복원번역 빠알리율장 하권)쭐라박가-율장소품》(우리말 빠알리대장경, 서울: 한국빠알리성전협회), 전통본율장 제4권/협회본율장 제2권, 2014.
- 전재성 역주, 《(세계최초완전복원번역 빠알리율장 상권)마하박가-율장대품》(우리말 빠알리대장경, 서울: 한국빠알리성전협회), 전통본율장 제3권/협회본율장 제1권, 2014.
- 최봉수 옮김, 《마하박가》(시공불교경전, 서울: 시공사), 제1권~제3권, 1998.

### 발췌역
- 최봉수 지음, 〈율장 개설〉, 《원시불교 원전의 이해》(불광불학총서 11, 서울: 불광출판부), 10장, 553~602쪽, 1993.

## 주석서
1. 부다고사의 Samantapāsādikā-aṭṭhakathā(一切善見律註, 一切歡喜滿足, 善見律毘婆沙疏, Sp)[1] — 위나야 삐따까(Vinaya Piṭaka)의 주석서
2. 부다고사의 Kaṅkhāvitaraṇī-aṭṭhakathā(波羅提木叉註, 疑心解除, Pāt-a, Kkh) — Pātimokkha의 주석서

## 주석서의 주석서
1. Vajirabuddhi의 Vajirabuddhi-ṭīkā(Vjb) — Samantapāsādikā의 주석서[2]
2. Sariputta의 Saratthadipani-ṭīkā(Sp-ṭ) — Samantapāsādikā의 주석서
3. Mahakassapa of Cola의 Vimativinodani(Vmv)— Samantapāsādikā의 주석서
4. Buddhanaga의 Vinayatthamanjusa(Kkh-ṭ) — Kaṅkhāvitaraṇī의 주석서